# Pete Moore
Warren Thomas « Pete » Moore (19 novembre 1938 – 19 novembre 2017) est un auteur-compositeur-interprète et producteur de disques américain, connu en tant que bassiste du groupe The Miracles à partir de 1955, dont il est  l'un des membres originaux du groupe. Il est également intronisé au Rock and Roll Hall of Fame en 2012.